# José Fanha
José Manuel Krusse Fanha Vicente (Lisboa, 19 de fevereiro de 1951) é um arquiteto, poeta e escritor de literatura infanto-juvenil português. Em 2021, a Sociedade Portuguesa de Autores (SPA) distinguiu-o com a Medalha de Honra. 

## Biografia
Filho de um oficial do Exército Português e de uma professora de música. Fez o Ensino Primário no Colégio Marista de Lisboa e no Colégio da Luz (de padres Franciscanos).  Fez os seus estudos liceais no Colégio Militar em Lisboa entre 1961 e 1968.
Em 68/69 frequentou o Curso de Formação Artística da Sociedade Nacional de Belas Artes , onde foi aluno de Rolando Sá Nogueira, Fernando Conduto, António Sena, José Ernesto de Sousa, Rui Mário Gonçalves, José Augusto França entre outros.
Em 1969 entrou para o curso de Arquitectura na Escola Superior de Belas Artes de Lisboa.
Entre 1969 e 1976, enquanto estudava,  trabalhou como jornalista no Record e na "Mosca",  suplemento humorístico do Diário de Lisboa, como desenhador de Arquitetura no Ministério das Obras Públicas e nos ateliers dos arquitetos Maurício de Vasconcelos, Frederico George e Manuel Vicente. Fez ainda alguns trabalhos como "copy" de publicidade.
Licenciou-se em Arquitectura pela Escola Superior  de Belas-Artes da  de Lisboa (ESBAL) em 1976.
De 1974 a 1977 trabalhou  como Arquitecto  na empresa ESTIL.
Foi professor do ensino secundário entre 1978 e 2009, tendo lecionado diversas disciplinas, entre as quais "História das Artes Visuais", "História da Arte em Portugal", "Teoria do Design", "Geometria Descritiva", "Técnicas de Expressão e Práticas de Representação", e "Educação Visual".
Foi orientador pedagógico na formação de professores da área de Estudos Artísticos na Escola Superior de Educação de Lisboa, entre 1986 e 1989.
Tem o estatuto de formador de formadores, concedido pelo Conselho Científico-Pedagógico da Formação Contínua da Universidade do Minho.
É Mestre na área de Educação e Leitura pela Faculdade de Psicologia e Ciências da Educação da Universidade de Lisboa com uma tese sobre Comunidades de Leitores intitulada "NOVOS MODOS DE LEITURA – NOVAS IDENTIDADES”.
Cumpriu a parte curricular do doutoramento  na área de "História da Educação e da Cultura Escrita"  na Faculdade de Psicologia e Ciências da Educação da Universidade de Lisboa e prepara a tese intitulada “A LEITURA E AS ESTRATÉGIAS EDITORIAIS NO ESTADO
NOVO DURANTE O PERÍODO DE 1958/74”
Começou a dizer poesia em público no ano de 1969. e continua a atuar frequentemente como poeta, divulgador de poesia e declamador. Como tal,  e desde essa data, tem participado em milhares de sessões de animação cultural, sozinho ou acompanhando o grupo dos chamados baladeiros ou cantores de protesto como José Afonso, Adriano Correia de Oliveira, Manuel Freire, Francisco Fanhais e outros.
Guionista de televisão e cinema, dramaturgo e dramaturgista de teatro, autor de letras para canções e textos para rádio.
Possui participações pontuais como ator em teatro, televisão e cinema.
É sócio da Associação Portuguesa de Escritores e da Sociedade Portuguesa de Autores.

## Prémios e reconhecimento
Foi distinguido com a Medalha de Honra pela Sociedade Portuguesa de Autores (SPA), em 2021. 

## Obras
É autor de vários livros de ficção, poesia e literatura infanto-juvenil. 

#### Romances
Autor em conjunto com Alice Vieira, João Aguiar, José Jorge Letria, Luísa Beltrão, Mário Zambujal e Rosa Lobato Faria dos romances:
- 2005 - Os novos mistérios de Sintra, editora Oficina do Livro [5]
- 2006 - O código d’Avintes,  editora Oficina do Livro [6]
- 2007 - Eça agora,  editora Oficina do Livro [7]

Autor em conjunto com Afonso Cruz, Alice Vieira, André Gago, Catarina Fonseca, David Machado, Isabel Stilwell do romance:
- 2013 - A misteriosa Mulher da Ópera, editora Oficina do Livro [8]

#### Poesia
- 1970 - Cantigas da dúvida e do perguntar [9][10]
- 1976 - Olho por olho
- 1977 - Busca
- 1985 - Cartas de marear
- 1987 - O riso das aves
- 1995 - Breve tratado das coisas da arte e do amor [11]
- 1995 - Eu sou português aqui [10]
- 1999 - Elogio dos peixes das pedras e dos simples [12]
- 2003 - Tempo azul
- 2003 - Poemas da linha da frente: a guerra,  em conjunto com José Jorge Letria [13]
- 2012 - Poesia [14]
- 2015 - Francisco, com colagens de João Abel Manta

#### Ficção infanto-juvenil
Na literatura infanto-juvenil escreveu os livros: 
- 1990 - A porta

- 2001 - A noite em que a noite não chegou
- 2004 - Cantigas e cantigos
- 2004 - Diário inventado de um menino já crescido
- 2004 - Poemas com animais, antologia de poemas portugueses sobre animais
- 2005 - O dia em que o mar desapareceu
- 2006 - Poemas da natureza, antologia de poemas portugueses sobre a natureza
- 2006 - Alex ponto com: uma aventura virtual
- 2007 - Poemas para um dia feliz, antologia de poemas felizes portugueses
- 2007 - O dia em que a mata ardeu
- 2007 - Alex Ponto Com: Joe Silicone vai à escola
- 2007 - Zulaida e o poeta
- 2008 - Missão em Happy-Cosmos, em conjunto com Luísa Beltrão
- 2008 - Os sapatos do Pai Natal
- 2009 - Alex ponto com: Mary Lob, a lagosta assassina
- 2009 - O dia em que a barriga rebentou
- 2009 - Sol negro" em conjunto com Luísa Beltrão
- 2010 - Histórias para contar em noites de luar
- 2010 - Esdrúxulas, graves e agudas, magrinhas e barrigudas
- 2010 - O meu amigo Zeca Tum-Tum e os outros
- 2010 - Era uma vez a República
- 2010 - Cantigas e cantigos para formigas e formigos
- 2011 - Dentinho dentola dentão
- 2011 - A namorada japonesa do meu avô
- 2013 - Quando o sol está a brilhar
- 2013 - As orelhas voadoras
- 2014 - Mão no chão e pé no ar, em  conjunto com Daniel Completo
- 2014 - Era uma vez o 25 de Abril
- 2014 - Histórias na ponta de um sorriso
- 2015 - Ailé ailé: Zeca Afonso cantado e contado às crianças, em conjunto com Daniel Completo
- 2015 - Era uma vez eu
- 2015 - Alfredo Keil: A Pátria acima de tudo
- 2015 - A mulher árvore
- 2016 - O Baile do Bê-Á-Bá, em  conjunto com Daniel Completo
- 2017 - Barcelos; Galarotes Diabinhos Cabeçudos e Apitos, em conjunto com Daniel Completo e Cristina Completo

## Televisão
Participou e escreveu para vários programas de televisão, entre eles: 
- 1984 - Zarabadim (RTP/84) [17]
- 1988 - Rua Sésamo, participação em cerca de 500 episódios (RTP/88/94)
- 1989 - Histórias como o diabo gosta,  série de 3 episódios em conjunto com António Torrado e Mário de Carvalho (RTP/89)
- 1992 - Giras e pirosas, 12 episódios (SIC/92)
- 1992 - Procura-se, 6 episódios em conjunto com Doc Comparato (RTP/92) [18]
- 1993 - Clube Disney, 3ª série (RTP/93/94)
- 1993 - Na Paz dos Anjos, telenovela, com a colaboração de Jorge Paixão da Costa e assessoria criativa de Doc Comparato, produção CCA (RTP/93/94) [19]
- 1996 - Docas, produção CCA
- 1996 - Nós os ricos,  ideia original de Mário Zambujal, produção CCA  (RTP 96/99) [20]
- 1997 - Meu querido avô, produção CCA  (RTP/97) [21]
- 1998 - Docas 2, 26 episódios, produção CCA  (RTP/98/99) [22]
- 2000 - Crianças SOS,  26 episódios, produçãoNBP (TVI, 2000) [23]
- 2000 - Elsa uma mulher assim, 13 episódios, produção Miragem (RTP/2000/2001) [24]
- 2003 - Ana e os sete, adaptação das 1ª e 2ª séries, produção NBP (TVI/2003/2004)
- 2006 - O Bando dos 4 ,  adaptação dos romances juvenis de João Aguiar, produção da NPE para a TVI [25]

## Teatro
- 1984 - Ubu português" em conjunto com Vera San Payo Lemos e João Lourenço, encenada por este último no Teatro Aberto [26]
- 1997 - Conversa da treta, com José Pedro Gomes e António Feio [27][28]
- 1998 - O Mar é azul azul, sobre canções de Bertolt Brecht, em conjunto com Vera San Payo Lemos e João Lourenço, encenada por este último no Teatro Aberto

- 2000 - Tem a palavra a revista, co-autoria com Nuno Nazareth Fernandes e Mário Rainho, com Maria João Abreu e José Raposo, no Teatro Maria Vitória [29]
- 2002 - O trombone, encenação de Maria Henrique, com Jorge Mourato e Rui Quintas [30]
- 2014 - A Porta, encenação de João Mota, Teatro Nacional D. Maria [31]

## Filmografia
Escreveu vários argumentos de filmes, entre eles: 
- 1993 - Ilhéu de Contenda, adaptação do romance do romancista cabo-verdeano Henrique Teixeira de Sousa, realizado por Leão Lopes
- Damas do Longe, co-autoria do guião com Maria Velho da Costa.
- 2006 - Viúva rica solteira não fica, do-autor do guião com José Fonseca e Costa, realizado por este último
- 2018 - Os dois irmãos, adaptação do romance do escritor caboverdeano Germano de Almeida. com apoio do ICAM para realização de Francisco Manso
- 2020 - O nosso cônsul em Havana, colaborou com António Torrado na criação do argumento [34]